# Lepidomyia ortalina
Lepidomyia ortalina är en tvåvingeart som först beskrevs av Wulp 1888.  Lepidomyia ortalina ingår i släktet Lepidomyia och familjen blomflugor. Inga underarter finns listade i Catalogue of Life.